# 19.º Jamboree Mundial Escoteiro
O 19.º Jamboree Mundial Escoteiro ( em espanhol: 19.º Jamboree Scout Mundial ) aconteceu no Chile, o primeiro na América do Sul, o acampamento estava posicionado em um
campo de  7,400 acres (30 km2)  na Hacienda Picarquín nos pés dos Andes, cerca de 38 mi (61 km) ao sul da capital, Santiago .
Durante 11 dias, de 27 de dezembro de 1998 a 6 de janeiro de 1999, aproximadamente 31.534 escoteiros e líderes de quase todas as associações de escoteiros do mundo se reuniram para este evento quadrienal.
O Jamboree começou com uma estiagem, o que fez com que as águas fossem desviadas da cidade de Rancagua, dificultando a navegação pela falta de corpos d'água adequados em Picarquin. O Jamboree exibiu o terceiro programa da Aldeia de Desenvolvimento Global e foi inaugurado pelo presidente chileno Eduardo Frei Ruiz-Tagle .

## Tema
O tema do jamboree foi Building Peace Together (Construindo a paz juntos). O programa incluiu dias inteiros de atividades de patrulha. Estes incluíam:
- The Global Development Village, com exposições e workshops dedicados à ciência e tecnologia, expressão cultural e artística, questões ambientais e paz e compreensão intercultural.
- Uma trilha de torneios de desafios físicos e jogos típicos de todas as Américas.
- Um dia de serviço comunitário nas aldeias vizinhas.
- Uma caminhada noturna pelos 5,700 acres (23 km2)   de campos acidentados e desérticos.
- Visitas de um dia a fazendas da área, fábricas de embalagem de frutas e trabalhos de mineração - finalizando com um churrasco caipira e atividade folclórica em Rancagua, capital da região.[4]